# محوطه کهنج
محوطه کهنج مربوط به دوران پیش از تاریخ ایران باستان تا دوره صفوی است و در شهرستان سربیشه، روستای کهنگ واقع شده و این اثر در تاریخ ۱۰ خرداد ۱۳۸۲ با شمارهٔ ثبت ۸۹۴۱ به‌عنوان یکی از آثار ملی ایران به ثبت رسیده است.